# Franjevačka teologija u Makarskoj
Franjevačka Teologija u Makarskoj, teološka obrazovna ustanova franjevaca u Makarskoj.

## Povijest
Nastala je na baštini filozofskih i bogoslovnih učilišta koja su postojala u hrvatskim franjevačkim samostanima a koja datira od 13. stoljeća.
Franjevačka teologija nastala Spajanjem učilišta u Šibeniku i Makarskoj nastala je Franjevačka teologija. Jedan predšasnik, šibensko učilište osnovano je najkasnije 1699. godine. Te godine osnovano je pravno, na provincijskom kapitulu Bosne Srebrene u Velikoj, pod predsjedanjem generalnog pohoditelja Ivana a S. Marco (Ioannes a S. Marco). Bilo je to trogodišnje filozofsko učilište. Makarsko učilište osnovano je 1708. godine. 1714. godine u Šibeniku je osnovano bogoslovno učilište s četverogodišnjim programom. Godine 1735. proglašeno je generalnim učilištem I. stupnja s pravom pripremanja lektora, odnosno profesora priznatih u Franjevačkomu redu. Godinu poslije osnovano je makarsko bogoslovno učilište s četverogodišnjim programom, ali ono je povremeno djelovalo kao generalno učilište II. stupnja. 1828. godine preustrojeno je školstvo prema austrijskomu zakonodavstvu te je filozofija izdvojena iz učilišta. Šibensko i makarsko učilište su ujedinjeni u jedno bogoslovno učilište. Bogoslovi su u Šibeniku studirali prve dvije godine, a druge dvije u Makarskoj. Naposljetku su 1907. godine ujedinjene su sve četiri godine studija koji se odvija samo u Makarskoj.
Filozofski studij vraćen je bogoslovnom studiju 1936. godne, a učilište je nazvano Franjevačka visoka bogoslovija u Makarskoj. 7. lipnja 1940. objavljena je Uredba o položaju rimokatoličkih bogoslovnih škola te je priznat fakultetom.
Prvi je put afilirano Katoličkomu bogoslovnom fakultetu u Zagrebu 1971. godine. Od 1995. su Teologija u Splitu i Franjevačka teologija u Makarskoj dio Sveučilišta u Zagrebu, kao područni studiji Katoličkoga bogoslovnog fakulteta. Republika Hrvatska i Vatikan su međusobno pregovarali i dogovorili Ugovor   o suradnji na području odgoja i kulture, koji je odobren 9. lipnja 1997. godine. Na temelju njih biskupski su Ordinariji Splitske metropolije u ime Teologije u Splitu te provincijal Franjevačke provincije Presvetoga Otkupitelja, u ime Franjevačke teologije u Makarskoj, 30. rujna 1997., potpisali Ugovor o udruživanju i o osnivanju Katoličkoga bogoslovnog fakulteta u Splitu.
Izdavač je časopisa Služba Božja.

## Vanjske poveznice
- Bogoslovi Franjevačke provincije Presvetog Otkupitelja Franjevački klerikat o. fra Ante Antića Povijesni pregled djelovanja Franjevačke teologije u Makarskoj, Priredio: ƒra Joško Kodžoman, sažetak članka fra Jure Brkana iz monografije